# Hemicordylus nebulosus
Espèce
Synonymes
- Pseudocordylus nebulosus Mouton & Van Wyk, 1995
- Cordylus nebulosus (Mouton & Van Wyk, 1995)

Statut de conservation UICN

 VU D2 : Vulnérable
Statut CITES
Hemicordylus nebulosus est une espèce de sauriens de la famille des Cordylidae.

## Répartition
Cette espèce est endémique du Cap-Occidental en Afrique du Sud. 

## Publication originale
- Mouton & Van Wyk, 1995 : A new crag lizard from the Cape Folded Mountains in South Africa. Amphibia-Reptilia, vol. 16, n. 4, p. 389-399.